# Mansour Bouna Alboury Ndiaye
Vous pouvez aider à l'améliorer ou bien discuter des problèmes sur sa page de discussion.
- Il ne cite pas suffisamment ses sources. Vous pouvez indiquer les passages à sourcer avec {{référence nécessaire}} ou {{Référence souhaitée}}, et inclure les références utiles en les liant aux notes de bas de page. (Marqué depuis avril 2024)
- Certaines informations devraient être mieux reliées aux sources mentionnées dans la bibliographie ou les liens externes. Améliorez sa vérifiabilité en les associant par des références. (Marqué depuis avril 2024)

- Archive Wikiwix
- Bing
- Cairn
- DuckDuckGo
- E. Universalis
- Gallica
- Google
- G. Books
- G. News
- G. Scholar
- Persée
- Qwant
- (zh) Baidu
- (ru) Yandex
- (wd) trouver des œuvres sur Wikidata

Bouna Alboury N'Diaye (né vers 1878 à Yang-Yang et mort à Louga le 28 juillet 1952), de son vrai nom Yéli Birayamb, est le fils d'Alboury Ndiaye, le dernier Bourba Djolof, c'est-à-dire le dernier souverain du Djolof – un ancien royaume sur le territoire de l'actuel Sénégal – avant son annexion par la France.

## Biographie
Fils aîné du Bourba Djolof, Bouna Alboury Seynabou Ndiaye, et de la linguère Madjiguéne Bassine, il est né à Yang-Yang en 1878 et a vécu une jeunesse difficile à cause des turpitudes qui ont marqué la fin du règne de son père. Le 29 juillet 1890, lors de la bataille que son père livra contre les Français sur son chemin vers le Soudan, il sera repris par Dodds aux Maures et amené à Saint-Louis, il avait 12 ans. En 1894, il fut envoyé au collège Aloui de Tunis. Pour des raisons de santé, il quitta Tunis le 21 novembre 1894 et revint au Sénégal. Le mardi 17 décembre 1895 à l’âge de 18 ans, Bouna Alboury fut investi à Yang-Yang, roi du Djolof, nomination confirmée par décret du Président de la République française en date de janvier 1896.
Bouna fut un grand bâtisseur : 
- En construisant en 1930 près de 80 puits pour son peuple avec la moitié de son salaire et la participation de la Société de Prévoyance de Djolof.
- En aidant les Djoloff-Djoloff à construire ensemble un chemin de fer de 128 km de 1928 à 1931.
- En construisant en 1931 à Labgar le premier bassin de rétention connu du Sénégal. En demandant à ses enfants de ne pas réclamer pour leur compte l’argent des chantiers du chemin de fer et des puits.
- En refusant pour les élections de novembre 1946 d’être le candidat du colonialisme pour battre Lamine Guèye et Léopold Sédar Senghor, avec cette phrase célèbre : « Nous devons être moins égoïstes et ne pas toujours écouter ceux qui nous divisent pour pouvoir régner éternellement dans le pays. Il nous faut songer à l’avenir de nos petits enfants. Je n’autorise aucune personne à mettre mon nom sur la liste aux élections législatives. ».

Il avait pour devise : « Quiconque profite des deniers d’un pays qui lui est confié ne servira jamais ce pays. »
Bouna Alboury N'Diaye, adepte de l’unité religieuse au Sénégal :
- est fait Moukhadam Tidjaniyya par El-Hadji Malick Sy.
- octroya 200 hectares de terres à Cheikh Ahmadou Bamba à Mbacké Bari où repose Mame Maharame Mbacké et 200 hectares de terres à Serigne Fallou Mbacké à Touba Bogo.
- et donna en mariage à Serigne Mouhamadou Moustapha Mbacké sa fille aînée Seynabou Ndiaye Bouna qui repose dans le Mausolée de Sokhna Aminta Lo et Sokhna Fatma Diop à Touba, auprès des tombes de Mame Diarra Bouna, Mbayang Bouna et Sokhna Aminta Lo Ndiaye Bouna.

Délégué à l’Exposition universelle de Paris en 1900, il est délégué des chefs de province de l’AOF à l’exposition coloniale de 1906. En 1906 toujours, il est membre du conseil privé du gouvernement du Sénégal et fait chevalier de la Légion d'honneur. En 1918, il est fait Croix de guerre 1914-1918 et en 1924, officier de la Légion d'honneur, membre du conseil du gouvernement de l’AOF, commandeur du Mérite agricole, et commandeur de l’étoile noire du Bénin : le 14 juillet 1924, il est délégué des rois et chef de province de l’AOF et dépose une palme sur la tombe du soldat inconnu à Paris sous l’Arc de Triomphe.
Le 11 novembre 1919, il remonte les Champs-Élysées à cheval, en compagnie du Président de la République française. Chevalier de l’ordre Royal du Cambodge et officier du Nicham Ichticar, il est en 1931 délégué de l’AOF à l’exposition coloniale de Paris, en 1935 il est fait commandeur de la Légion d'honneur et chef de province honoraire du Djolof avec salaire à vie. En avril 1947 il est fait grand officier de la Légion d'honneur et membre du conseil privé du gouvernement du Sénégal de 1906 à sa mort.
Le 23 avril 1947, il est fait grand officier de la Légion d'honneur par Vincent Auriol en reconnaissance des services rendus à la France et à son pays, une distinction jamais décernée à un ressortissant d’Afrique noire à cette date.
Aujourd’hui à Louga, comme par miracle, son lieu de bénédiction et de prières est devenu une mosquée en face de la maison de Mame Momar Gaye Massar où il mourut le lundi 28 juillet 1952. Ce jour-là, les chefs religieux et imams de la Oumma islamique firent une dernière prière devant le catafalque, sous la direction de feu El-Hadji Mansour Sy Malick assisté de ses frères, de Serigne Mountaga Daha Tall et de Serigne Modou Bousso Mbacké, avant son transfert par train spécial à Linguère. 
Dans cette ville un lycée porte désormais son nom.